# (6945) Dahlgren
(6945) Dahlgren (1980 FZ3) – planetoida z grupy pasa głównego asteroid okrążająca Słońce w ciągu 3,38 lat w średniej odległości 2,25 j.a. Odkryta 16 marca 1980 roku.